# シネマの帝国
『シネマの帝国』（シネマのていこく）は、赤石路代による日本の漫画作品。
「プチコミック」（小学館）に連載されていた。単行本全4巻、文庫版全2巻が刊行されている。

## あらすじ
現在、日本映画界のシェア40%を占める北斗シネマグループ。北斗シネマをそこまで成長させた陰には、少女・花王莉の存在があった。人の運命を見通す不思議な力を持つ彼女は、北斗シネマの総帥・良造にその才能を見出され、北斗家で使用人として働きながら北斗グループを陰で動かしていた。
北斗グループの長男・青矢の恋人としても、幸せな生活を送っていた花王莉だが、良造が急逝。良造は二人の息子・青矢と陽平に
1. 花王莉と結婚しない方に北斗グループの全実権を継がせる
2. 花王莉が両方とも結婚の意思がない場合は、ライバル会社と合併させる

という遺言を残していた。北斗グループを潰したくない青矢は、花王莉に別れを宣告。花王莉は映画監督を目指す青矢の弟・陽平と書類上の婚姻関係を結び、青矢に立ち向かおうとするが……。

## 登場人物

### 主要人物
玉城 花王莉（たまぐすく かおり）
沖縄県出身。左目にユタの力を宿しており、人の運命を見通すことができる。6歳の時、島一番のユタで、唯一の身寄りだった祖母が亡くなり、親戚をたらい回しにされそうになったところを、良造にその力を見出され、共に上京。北斗グループの急成長に助力してきた。左目は金色で、普段はコンタクトレンズをすることで、力を封印している。
北斗 青矢（ほくと せいや）
良造の長男で、花王莉とは恋人同士だった。北斗グループを潰したくないという思いから、泣く泣く花王莉と別れる。
北斗 陽平（ほくと ようへい）
良造の次男。映画監督を目指しており、学生時代から短編作品などを撮っていた。花王莉のことが好きだったが、青矢と恋人だと分かり諦めていたが、遺言により青矢が会社を選んだことで、花王莉と結婚する。花王莉が依然として青矢のことを忘れられずにいることに苦悩する。

### 陽平の仲間
小豆畑 正次（あずはた しょうじ）
チーフ助監督。陽平を慕いすぎ、追い越したいという思いが募り、仲間を裏切って北斗シネマへ行く。
岡倉 茂（おかくら しげる）
カメラマン。かつては北斗シネマでカメラマンをしていたが、末期癌を患い自暴自棄になりかけていたところを、花王莉に陽平の脚本で最期の作品を撮って欲しいと説得される。
鷺沢 修（さぎさわ しゅう）
音楽担当。売れないミュージシャン。
金子 剣昇（かねこ けんしょう）
照明担当。仕事はできるが、女たらし。
庵野 美帆（あんの みほ）
記録担当。非常に記憶力が良い。陽平のことが好き。
三峰 隆（みつみね たかし）
美術担当。勤める会社全てが倒産し、本人いわく「貧乏神を背負っている」。花王莉の助言により、亡くなった昔の恋人を供養することでその性質を克服。
遠野 さりな（とおの さりな）
アイドルだったが、警察沙汰を起こし事務所にも見捨てられかけたところを、陽平に主演女優に抜擢される。陽平により芝居の才能を開花させていき、陽平を好きになる。
鴻山（こうやま）
裏切った小豆畑の代わりに助監督に指名される。小豆畑のように何事も上手く立ち回ることができず悩む。

### その他
二条城（にじょうじょう）
業界第2位・西宝映画の社長。野心家で有名。
工藤（くどう）
広告代理店・電報堂の社員。
紺野（こんの）
電報堂の社員で、CMディレクター。
仲代（なかだい）
渋谷でミニシアターを経営している。陽平の学生時代の作品も見ていた。

## サブタイトル
各話タイトルには映画名が使われており、内容もその映画へのオマージュになっているものもある。
1. うたかたの恋
2. エデンの東
3. 七人の侍
4. バスストップ
5. スター・ウォーズ
6. マイ・フェア・レディ
7. 風と共に去りぬ
8. 太陽がいっぱい
9. インデペンデンス・デイ
10. ギフト
11. ローマの休日
12. ロミオとジュリエット（1968年版）
13. 愛と哀しみのボレロ
14. 十戒
15. 市民ケーン
16. ある日どこかで
17. ニュー・シネマ・パラダイス